# Bernard Job
 (juillet 2022).
Bernard Job, né le 27 novembre 1946 à Blois, est un pianiste français.

## Biographie
Bernard André Louis Job naît à Blois le 27 novembre 1946. Il effectue ses études musicales au Conservatoire national supérieur de musique de Paris. Élève d'Aline van Barentzen, de Jean Doyen et de Pierre Pasquier, il y remporte plusieurs premiers prix, dont celui de piano à l'unanimité en 1968. Parmi ses professeurs, on compte Vlado Perlemuter, Jacques Février, Yvonne Loriod et Evgueni Malinin.
À 23 ans, il commence une carrière de concertiste international. Il affectionne particulièrement le répertoire de sonates, trios, quatuors, quintettes pour piano et instruments à cordes. Il se produit avec de nombreux instrumentistes dont Régis Pasquier, Bruno Pasquier, Manfred Grasbeck, Ivry Gitlis, Gérard Poulet, Christian Brière, Xavier Julien-Laferierrere et collabore avec le pianiste et chef d'orchestre Philippe Entremont.
Sa rencontre avec John Patrick Millow l'oriente vers le répertoire pour deux pianos. Ils enregistrent ensemble Le Sacre du Printemps d'Igor Stravinsky (version pour deux pianos)|qui obtient le Grand Prix audiovisuel de l'Europe et le Prix de l'Académie du disque français en 1984.
À la demande des Éditions Van de Velde, en 1985, il rédige une méthode pour l'enseignement du piano à l'usage des adultes, Piano à portée de mains. Dans le prolongement de celle-ci, Job crée une collection, traduite en plusieurs langues.
En 2002, il crée Perspectives Musicales, une association qui met la musique au service d’œuvres caritatives. Il y met fin en 2015.

## Discographie
- 1991 : Ravel : Rhapsodie Espagnole, Daphnis et Chloé, Pavane, La valse - version pour 2 pianos (avec John-Patrick Millow)
- 1991 : Stravinsky : Le Sacre du Printemps, Tango, Trois pièces faciles, Cinq pièces faciles - version pour 2 pianos (avec John-Patrick Millow)
- 2002 : Rachmaninov : Études Tableaux op. 33 et op. 39
- 2006 : Granados : Goyescas
- 2006 : Polish 20th century Sonatas (avec Marta Balinska à la flûte)
- 2008 : Albéniz : Iberia[8]
- 2009 : Ravel : Sonate Posthume (Xavier Julien-Laferrière au violon)
- 2010 : Granados : Sonate pour violon et piano (avec Christian Brière au violon)
- 2017 : Compilations Igor Stravinsky Works for two pianos including Le sacre du Printemps
- Ravel : Ma mère l'Oye - version pour 2 pianos (avec Bernard Désormières)
- Rachmaninov : Fantaisie op. 5 - Six morceaux op 11 - version pour 2 pianos (avec Jean-François Bouvery)
- Rachmaninov : Danses Symphoniques op. 45 - version pour 2 pianos (avec Jean-François Bouvery)
- Turina : 2ème sonate (sonata espanola) op. 32 (avec Christian Brière au violon)
- Debussy : La Mer, L'après-midi d'un faune, 2 nocturnes - version pour 2 (avec Jean-François Bouvery)[9]
- Gershwin : Fantaisie pour deux pianos, Porgy and Bess (avec J. Timmons)
- Ravel : Gaspard de la nuit, Le tombeau de Couperin

## Publications
- Bernard Job et John-Patrick Millow, Piano à portée de mains, éditions Van de Velde, 1985[10],[11]
- Adagio, éditions Van de Velde, 1991.
- Andante, éditions Van de Velde, 1992.
- Rondo, éditions Van de Velde, 1992.
- Allegretto, éditions Van de Velde, 1993.
- Le Livre de job, éditions Nombre7, 2020.